# Mortoniodendron anisophyllum
Mortoniodendron anisophyllum là một loài thực vật có hoa trong họ Cẩm quỳ. Loài này được (Standl.) Standl. & Steyerm. mô tả khoa học đầu tiên năm 1938.